# Operator statistic
Operatorul statistic, numit și operator densitate sau matrice densitate, este instrumentul matematic al mecanicii statistice cuantice. El reunește într-o tratare unitară o dublă statistică: descrierea statistică a stărilor microscopice ale unui sistem (proprie mecanicii cuantice) și statistica rezultată din cunoașterea incompletă a acestor stări (existentă și în mecanica statistică clasică).
Conform mecanicii cuantice, starea dinamică a unui sistem atomic este descrisă de funcția de stare. Această descriere are caracter statistic: funcția de stare se referă la un colectiv statistic alcătuit dintr-un număr mare de exemplare identice ale sistemului, care evoluează în timp conform ecuației lui Schrödinger, pornind de la o anumită stare inițială. Starea inițială a colectivului statistic este „preparată” prin indicarea precisă a valorilor unui număr de observabile compatibile – mărimi fizice reprezentate prin operatori care comută, doi câte doi. Dacă acest sistem de observabile este complet, funcția de stare este unic determinată.
Dacă însă starea inițială a sistemului nu este complet determinată (cum se întâmplă în cazul operatorilor cu valori proprii degenerate), există mai multe funcții de stare compatibile. În acest caz este necesară o tratare statistică analoagă celei din mecanica statistică clasică: trebuie luate în considerare toate stările inițiale posibile, atașând fiecăreia o probabilitate, care se determină prin măsurări repetate asupra sistemului incomplet de observabile utilizat.

## Definiție
În cazul general când informația este incompletă, sistemul se poate afla în oricare dintre stările descrise de {\displaystyle \nu } funcții de stare normate
{\displaystyle \left\{\psi ^{(1)},\psi ^{(2)},\ldots \psi ^{(\nu )}\right\},\quad \langle \psi ^{(\alpha )},\psi ^{(\alpha )}\rangle =1\,,\quad (\alpha =1,2,\ldots \nu )}
și probabilitățile asociate lor
{\displaystyle \left\{p^{(1)},p^{(2)},\ldots p^{(\nu )}\right\},\quad p^{(\alpha )}\geq 0\,,\quad (\alpha =1,2,\ldots \nu )\,,\quad \sum _{\alpha =1}^{\nu }\,p^{(\alpha )}=1\,.}
Considerând modul în care se compun probabilitățile în această dublă statistică, valoarea medie a unei observabile reprezentate de operatorul hermitic {\displaystyle \mathbf {A} \,} pe colectivul statistic astfel definit este
{\displaystyle \langle A\rangle =\sum _{\alpha =1}^{\nu }\,p^{(\alpha )}\,\langle \psi ^{(\alpha )},\mathbf {A} \psi ^{(\alpha )}\rangle \,.}
Introducând în spațiul Hilbert o bază ortonormată oarecare {\displaystyle \left\{u_{1},u_{2},\ldots u_{i},\dots \right\},} funcțiile de stare {\displaystyle \left\{\psi ^{(\alpha )}\right\}} vor fi reprezentate prin coeficienții dezvoltării
{\displaystyle \psi ^{(\alpha )}=\sum _{i}\,c_{i}^{(\alpha )}u_{i}\,,\quad \sum _{i}{|c_{i}^{(\alpha )}|}^{2}=1\,,\quad (\alpha =1,2,\ldots \nu )\,,}
iar operatorul {\displaystyle \mathbf {A} \,} prin elementele de matrice
{\displaystyle A_{ij}=\langle u_{i},\mathbf {A} u_{j}\rangle \,.}
Cu aceste notații, valoarea medie {\displaystyle \langle A\rangle } devine
{\displaystyle \langle A\rangle =\sum _{i,j}\,A_{ij}\,\rho _{ji}\,,}
unde
{\displaystyle \rho _{ij}=\sum _{\alpha =1}^{\nu }\,p^{(\alpha )}\,c_{i}^{(\alpha )}c_{j}^{(\alpha )*}\,.}
Matricea de elemente {\displaystyle \left\{\rho _{ij}\right\},} care sintetizează informația (stări posibile și probabilități) asupra colectivului statistic considerat, rezultată dintr-o măsurare simultană (în cazul general incompletă), se numește matricea densitate. Ea este reprezentarea, în baza ortonormată aleasă în spațiul Hilbert, a unui operator {\displaystyle {\boldsymbol {\rho }},} numit operatorul densitate sau operatorul statistic. În notație operatorială, expresia pentru valoarea medie este
{\displaystyle \langle A\rangle =tr\,\left(\mathbf {A} {\boldsymbol {\rho }}\right)=tr\,\left({\boldsymbol {\rho }}\mathbf {A} \right)\,,}
unde simbolul {\displaystyle tr} denotă urma operatorului pe care îl precede.

## Proprietăți
Din definiția precedentă rezultă câteva proprietăți importante ale operatorului statistic: 
- Operatorul statistic este hermitic:

{\displaystyle {\boldsymbol {\rho }}^{\boldsymbol {+}}={\boldsymbol {\rho }}}
deci valorile sale proprii sunt numere reale.
- Urma operatorului statistic este egală cu 1:

{\displaystyle tr\,{\boldsymbol {\rho }}=1\,.}
- Valorile proprii ale operatorului statistic nu pot fi mai mici decât 0 sau mai mari decât 1:

{\displaystyle 0\leq {\rho }_{i}\leq 1\,,\quad (i=0,1,\ldots n)\,.}

## Colectiv statistic pur
Dacă starea sistemului e determinată de o singură funcție {\displaystyle \psi ,} cu probabilitate asociată p = 1, rezultă din discuția precedentă că funcția de stare e funcție proprie a operatorului statistic, corespunzătoare valorii proprii 1, celelalte valori proprii fiind 0:
{\displaystyle {\boldsymbol {\rho }}\,\psi =\psi \,.}
În baza care diagonalizează matricea densitate, aceasta va avea forma
{\displaystyle \rho \,=\,{\begin{pmatrix}1&0&\cdots &0\\0&0&\cdots &0\\\vdots &\vdots &\ddots &\vdots \\0&0&\cdots &0\end{pmatrix}}\,.}
În această situație particulară se vorbește despre un colectiv statistic pur, în care, conform unui principiu general al mecanicii cuantice, statistica observabilelor este complet determinată de funcția de stare.

## Colectiv statistic mixt
Cazul general este cel al unui colectiv statistic mixt, în care operatorul statistic are mai multe valori proprii diferite de zero. În baza de vectori proprii, matricea densitate este diagonală și poate fi descompusă în forma
{\displaystyle \rho \,=\,{\begin{pmatrix}\rho _{1}&0&\cdots &0\\0&\rho _{2}&\cdots &0\\\vdots &\vdots &\ddots &\vdots \\0&0&\cdots &\rho _{n}\end{pmatrix}}\,=\,\rho _{1}{\begin{pmatrix}1&0&\cdots &0\\0&0&\cdots &0\\\vdots &\vdots &\ddots &\vdots \\0&0&\cdots &0\end{pmatrix}}\,+\,\rho _{2}{\begin{pmatrix}0&0&\cdots &0\\0&1&\cdots &0\\\vdots &\vdots &\ddots &\vdots \\0&0&\cdots &0\end{pmatrix}}\,+\,\cdots \,\rho _{n}{\begin{pmatrix}0&0&\cdots &0\\0&0&\cdots &0\\\vdots &\vdots &\ddots &\vdots \\0&0&\cdots &1\end{pmatrix}}\,.}
Cazul mixt poate fi deci considerat ca un amestec de cazuri pure, cu ponderi statistice {\displaystyle \left\{\rho _{1},\rho _{2},\ldots \rho _{n}\right\}\,.} Se poate arăta că un caz pur nu poate fi considerat, la rândul său, ca un amestec de cazuri cu statistică mai simplă.  Concluzia este că statistica din cazul pur nu poate fi atribuită unei cunoașteri incomplete a sistemului atomic considerat: operatorul statistic având o unică valoare proprie egală cu 1, respectiv funcția proprie corespunzătoare acestei valori proprii, reprezintă informația maximă despre starea sistemului, în contextul mecanicii cuantice.
Operatorul statistic își dovedește utilitatea mai ales în cazul sistemelor compuse dintr-un număr mare de particule, de exemplu când se cercetează proprietățile corpurilor macroscopice pe baza structurii lor atomice; dar el este folosit și în sisteme cu un număr mai redus de componente, atunci când condițiile experimentale nu înlesnesc înregistrarea de informații complete. 

## Evoluția în timp a operatorului statistic
Considerentele precedente se referă la starea unui sistem atomic la un anumit moment, însă această stare evoluează în timp. În cazul pur, evoluția temporală a funcției de stare se face conform ecuației lui Schrödinger. Utilizând coeficienții funcției de stare, respectiv elementele de matrice ale hamiltonianului, într-o bază ortonormată oarecare, se obține ecuația corespunzătoare pentru matricea densitate, care în formă operatorială este 
{\displaystyle i\hbar {\frac {d{\boldsymbol {\rho }}}{dt}}=\left[H,{\boldsymbol {\rho }}\right]\,.}
Întrucât operatorul statistic pentru un amestec este o combinație liniară de operatori statistici pentru cazuri pure, această ecuație rămâne valabilă și în cazul mixt.

## Statistică clasică și statistică cuantică
Se vede că operatorul statistic în spațiul Hilbert joacă, în mecanica statistică cuantică, un rol similar cu densitatea de probabilitate în spațiul fazelor din mecanica statistică clasică (de unde și denumirea alternativă de operator sau matrice densitate). Tabelul de mai jos, care rezumă paralelismul dintre cele două teorii, este totodată o exemplificare a principiului de corespondență. 
| Statistică clasică | Statistică cuantică |
| Densitatea de probabilitate {\displaystyle {\mathcal {P}}} în spațiul fazelor | Operatorul statistic {\displaystyle {\boldsymbol {\rho }}} în spațiul Hilbert |
| Condiția de normare {\displaystyle \int {\mathcal {P}}\,dp\,dq=1} | Condiția de normare {\displaystyle tr\,{\boldsymbol {\rho }}=1} |
| Valoarea medie a mărimii {\displaystyle f\,} {\displaystyle \left\langle f\right\rangle =\int f{\mathcal {P}}\,dp\,dq} | Valoarea medie a observabilei {\displaystyle A\,} {\displaystyle \langle A\rangle =tr\,\left(\mathbf {A} {\boldsymbol {\rho }}\right)} |
| Distribuția canonică la temperatura {\displaystyle T\,} {\displaystyle {\mathcal {P}}={\frac {1}{Z}}\,e^{-\beta H}} Funcția de partiție {\displaystyle Z=\int e^{-\beta H}\,dp\,dq} {\displaystyle H} este hamiltonianul iar {\displaystyle \beta =1/kT} | Distribuția canonică la temperatura {\displaystyle T\,} {\displaystyle {\boldsymbol {\rho }}={\frac {1}{Z}}\,e^{-\beta {\mathcal {H}}}} Funcția de partiție {\displaystyle Z=tr\left(e^{-\beta {\mathcal {H}}}\right)} {\displaystyle {\mathcal {H}}} este operatorul hamiltonian iar {\displaystyle \beta =1/kT} |
| Expresia generală a entropiei {\displaystyle \ S=-k\int {\mathcal {P}}\,ln{\mathcal {P}}\,dp\,dq} | Expresia generală a entropiei {\displaystyle \ S=-k\,tr\left({\boldsymbol {\rho }}\,ln{\boldsymbol {\rho }}\right)} |